# Mariette Protin
Mariette Protin est une nageuse française née le 16 avril 1906 dans le 17e arrondissement de Paris et morte le 2 juillet 1993 à Nice.

## Biographie
Née à Paris, Mariette Protin devient niçoise d'adoption à l'âge de dix ans. Trois ans après son arrivée sur le Côte d'Azur, elle apprend à nager et progresse rapidement. La jeune nageuse se classe deuxième des championnats de la Côte d'Azur en 1920 sur les distances du 100 et 400 mètres nage libre. Le 10 juillet 1921, Mariette Protin remporte ses premières compétitions, dominant le 60 et 200 mètres nage libre. La semaine suivante, elle domine deux nouvelles épreuves à Monaco, le 50 et 100 mètres. Championne de la Côte d'Azur, elle se qualifie pour les championnats de France qu'elle termine à la troisième place sur 100 mètres en 1 min 46 s 9 et sur 400 mètres en 9 min 2 s 4.
Sélectionnée pour les Olympiades féminines 1922 de Monte-Carlo, elle fait partie du relais français victorieux sur le 200 mètres relais 4 nages. Sa saison se poursuit par un nouveau titre régional sur 100 mètres nage libre puis une troisième place au championnat de France sur la distance en 1 min 32 s.
En 1923, Mariette Protin commence son entraînement en août, trop tard pour disputer les championnats. La Niçoise change de technique de nage pour le crawl ce qui lui permet d'améliorer nettement ses temps. Au début de sa saison, le 30 août, elle nage le 400 mètres en 7 min 55 s ; à la fin, elle bat le record de France de la discipline en 7 min 6 s 4 à Villefranche-sur-Mer, abaissant le précédent record national d'Ernestine Lebrun de plus de 14 secondes. Reçue au baccalauréat à Aix-en-Provence, avec une deuxième partie en philosophie, elle poursuit ses études en droit et devient un exemple mis en avant de conjugaison du sport et des études,.
L'année 1924 revêt d'une importance particulière avec l'organisation des Jeux olympiques à Paris. La nageuse séjourne dans la capitale et s’entraîne assidûment pour la compétition. Protin triomphe aux épreuves qualificatives olympiques organisées à la piscine des Tourelles dominant sa rivale Ernestine Lebrun avec une nage en force,. Elle est membre de l'équipe de France aux Jeux olympiques d'été de 1924 et termine notamment cinquième de la finale du 4x100 mètres nage libre. Après les Jeux, la petite nageuse du Sud de la France détient tous les records nationaux à la nage sur les disciplines du 100 au 500 mètres. Elle conserve la réputation d'avoir été la meilleure représentante française aux Jeux olympiques de 1924.
Elle a été championne de France de natation sur 100 mètres nage libre en 1926.
En 1927, elle remporte la Coupe de Noël à Marseille, la compétition parisienne étant réservée aux hommes, dans une eau à une température de 10 °C.

## Palmarès

### Jeux olympiques
Mariette Protin n'a pas remporté de médaille lors de son unique participation aux Jeux olympiques d'été en 1924 mais est la seule nageuse française à se hisser en demi-finale dans cette olympiade :
| Édition    | Épreuve                     | Épreuve                     | Épreuve              | Épreuve | Épreuve |
| Édition    | 100 m nage libre            | 400 m nage libre            | 4 × 100 m nage libre |         |         |
| Paris 1924 | Demi-finaliste 1 min 22 s 8 | Demi-finaliste 6 min 56 s 6 | 5e 5 min 43 s 4      |         |         |